# Antonio Galván Porras
Antonio Galván Porras, né le 28 mai 1956, est un homme politique espagnol membre du Parti populaire (PP).

## Biographie

### Vie privée
Il est marié et père de deux filles et deux fils.

### Profession
Il est enseignant, diplômé en sciences humaines. Il a été directeur de collège pendant quatorze ans.

### Activités politiques
Il est maire de Calzadilla de los Barros à partir de 1995. Il est député provincial de 1995 à 2011.
Le 20 novembre 2011, il est élu sénateur pour Badajoz au Sénat et réélu en 2015 et 2016.